# Organopoda subscarnearia
Organopoda subscarnearia là một loài bướm đêm trong họ Geometridae.